# سديم الساعة الرملية
سديم الساعة الرملية أو سديم الساعة الرملية المنقوشة (بالإنجليزية:Engraved Hourglass Nebula) ويعرف أيضا بالرمز MyCn 18: هو سديم كوكبي يرى في كوكبة الذبابة ويبعد عن المجموعة الشمسية بنحو 8.000 سنة ضوئية. اكتشفته العالمتان الفلكيتان «آني كانون» و«مارجريت مايول» أثناء تنقيحهن «لكتالوج هنري درابر» الذي جمّع خلال الفترة بين 1918 - 1924.
كان السدم في ذلك الوقت موصوفا بكونه سديم كوبي ضعيف الإضاءة. ولكن تطور التلسكوبات التي تظهر الاشباء بقوة أشد وتحسن في طرق التصوير أتاحت الفرصة لعالمي الفلك «راغفيندرا ساهاي» و«جون تروجر» من معمل أبحاث المحركات النفاثة من تصويره في 18 يناير 1996. وتبين أن شكل الساعة الرملية للسديم MyCn 18
ينشأ من تمدد سريع للرياح النجمية الناتجة من تمدد بطيء لسحابة أشد كثافة في وسط السديم عند خط الإستواء (للسديم) بالمقارنة بكثافتها بالقرب من قطبيها.
وقد وجهت الكاميرا Wide Field and Planetary Camera 2 الملحقة بتلسكوب هابل الفضائي لتصوير سديم الساعة الرملية، وحصل العلماء بواسطتهما على صور أدق للسديم.
ترجع التسمية MyCn 18 إلى عام 1940 حيث اعطى له التسمية Mayall وCannon .
كما يوجد سديم آخر صغير يعرف بسديم الساعة الرملية، أقل شهرة. وهو يوجد في منطقة
سديم البحيرة.

## سديم الساعة الرملية في الإعلام
- نشرت مجلة «ناشيونال جيوغرافيك» في أبريل 1997 صورة على صفحتها الأولى. وكان الشكل العجيب للسديم سببا في تعليق رئيس تحرير المجلة قائلا: «علماء الفلك ينظرون إلى سديم على بعد 8.000 سنة ضوئية في الكون بمنظار هابل الفضائي ولكن يبدو أن عين الله تراقبهم.»

## اقرأ أيضا
- سديم الإسكيمو
- إن جي سي 4236